# Hygrochroa martia
Hygrochroa martia är en fjärilsart som beskrevs av Stoll 1782. Hygrochroa martia ingår i släktet Hygrochroa och familjen silkesspinnare. Inga underarter finns listade i Catalogue of Life.

## Bildgalleri

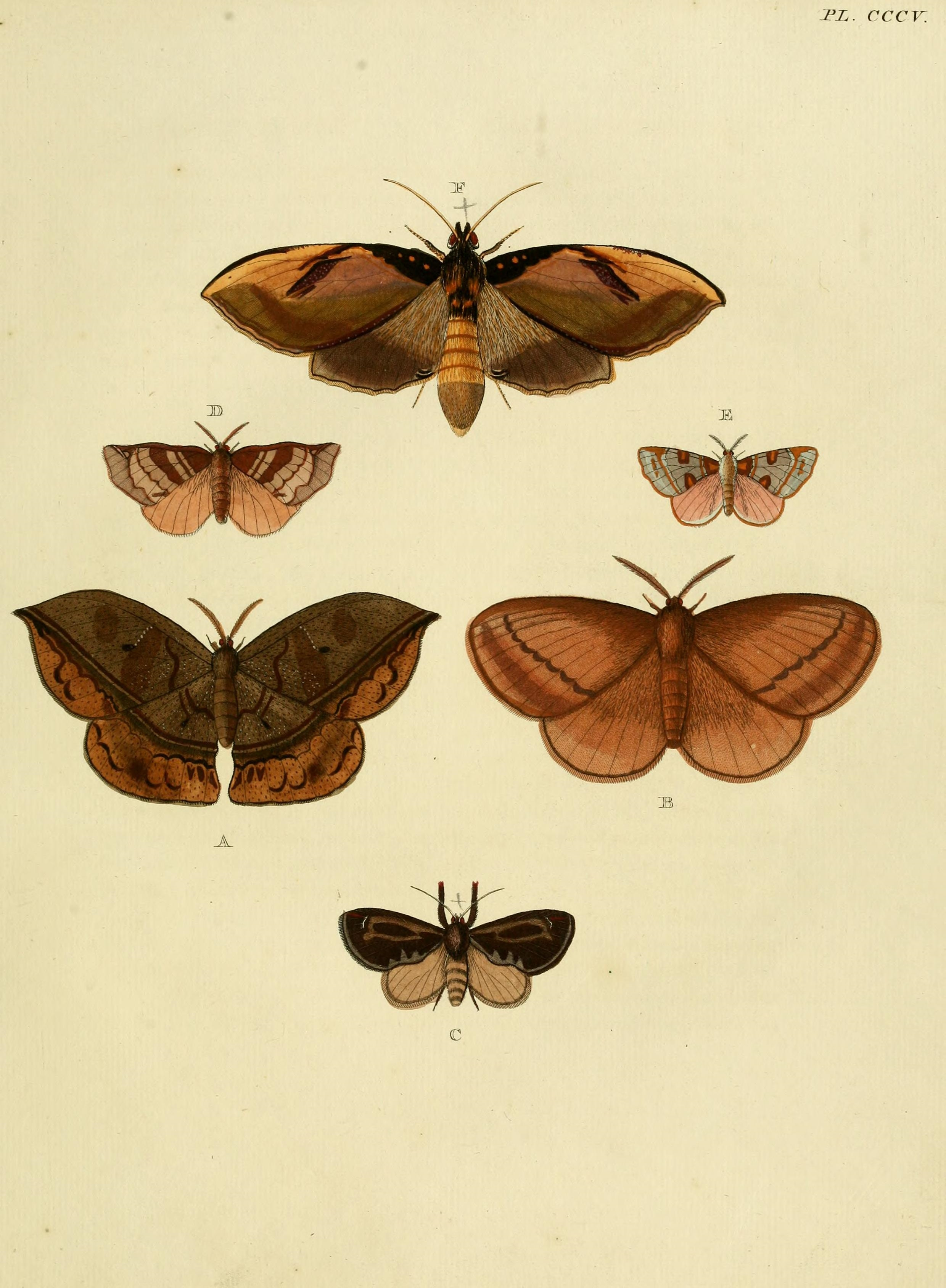